# 大岛圆腹蛛
大岛圆腹蛛（学名：Dipoena amamiensis）为球蛛科圆腹蛛属的动物。分布于日本以及中国大陆的福建、湖南等地，多生活于草丛中。该物种的模式产地在日本。